# Йозеф Шкворецки (награда)
Наградата „Йозеф Шкворецки“ (на хърватски: Cena Josefa Škvoreckého) е чешка литературна награда присъждана в периода 2007 – 2016 г.
Наградата се присъжда на автора за оригинална чешка проза публикувана в предходната година. Наградата „Йозеф Шкворецки“, която носи името на чешко-канадския писател Йозеф Шкворецки, е обявена от Литературната академия за първи път през 2007 г. От втората година наградата се връчва от дружеството „Йозеф Шкворецки“. Състезанието включва и награда за поезия и проза на начинаещи автори. Наградата включва стъклен трофей и финансова награда от 250 хиляди крони, както и по 10 хил. крони поошрителна премия за останалите четирима финалисти.

## Носители на наградата
- 2007 Ян Новак – „Děda”[3][2]
- 2008 Петра Хулова – „Stanice Tajga”
- 2009 Томаш Змешкал – „Любовно писмо, написано с клинопис“
- 2010 Емил Хакъл – „Правила за смешно поведение“
- 2011 Мартин Ришави – „Врач“
- 2012 Катержина Тучкова – „Богините от Житкова“
- 2013 Якуба Каталпа – „Немците. География на загубата“
- 2014 Мартин Райнер – „Поетът. Роман за Иван Блатни“
- 2015 Владимир Пощулка – „Hřbitovní kvítí na smetaně”
- 2016 Зузана Брабцова – „Волиери“[1]